# Théâtre de la Gaîté

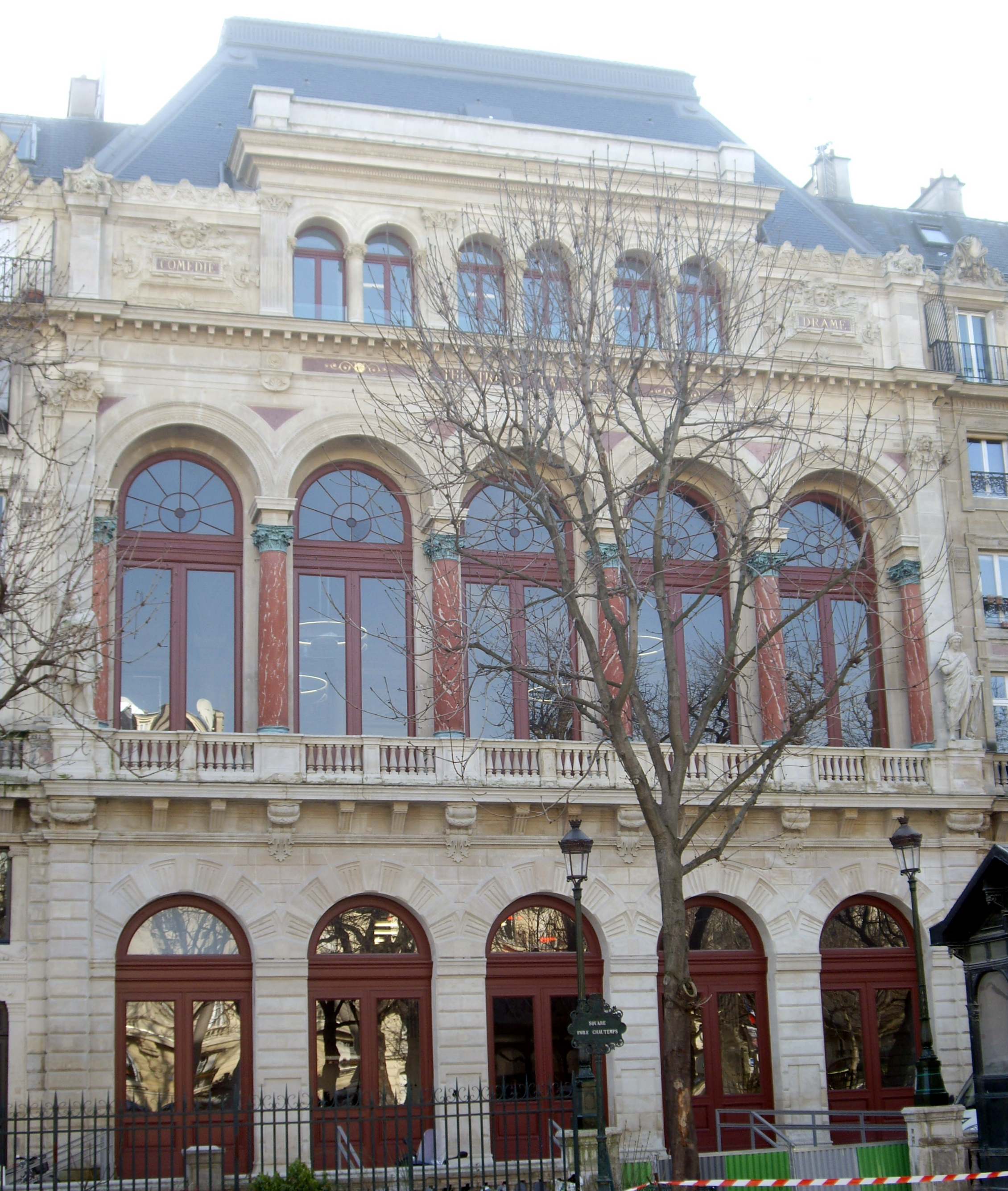
Théâtre de la Gaîté.

El Théâtre de la Gaîté (en francés: Teatro de la Alegría) es el sucesor del Théâtre des Grands-Danseurs du Roi dirigido por Jean-Baptiste Nicolet.

## Historia
Jean-Baptiste Nicolet había instalado en el Boulevard du Temple, un espectáculo al más puro estilo de los de la feria, que atrajo a una audiencia creciente a pesar de las quejas de la Comédie-Italienne, oficialmente protegidos por el privilegio. En 1772, obtuvo permiso para convertirse en el Théâtre des Grands Danseurs du Roi y en 1792 cambió el nombre por Théâtre de la Gaîté. Completamente reconstruido en el mismo lugar, el teatro reabrió el 3 de noviembre de 1808. Destruido por un incendio en 1835 durante un ensayo, fue nuevamente reconstruido en el mismo lugar.
Destruido en 1861 por la construcción del Boulevard Voltaire, el teatro fue reconstruido en la Rue Papin por el arquitecto Alphonse Cusin, bajo el nuevo nombre de Théâtre de la Gaîté-Lyrique, llegando a su apogeo durante el Segundo Imperio Francés. En 1872, Jacques Offenbach asumió el cargo de director. Se convierte en el templo de la opereta hasta 1963. En 1918, los Ballets Rusos de Sergéi Diágilev se representaron allí con gran éxito. En 1873, la actriz francesa Lia Félix, reapareció con éxito en este escenario por primera vez después de sufrir una grave enfermedad que la mantuvo alejada de los teatros varios años. En los años 1930, la Pays du Sourire se crea con Willy Thunis.
Después de la Segunda Guerra Mundial, Henry Montjoie y su esposa Germaine Roger toman la dirección del teatro. Fue una época con muchos éxitos como Andalousie, Chevalier du Ciel y Visa pour l'amour con Luis Mariano, Collorado o Romance au Portugal de José Padilla con el cantante de ópera Michel Dens, Minnie Moustache con Les Compagnons de la Chanson. En 1974, el grupo Silvia Monfort y la escuela de circo se asentaron allí algún tiempo.
El teatro fue cerrado en 1989, a raíz de una quiebra. De 1989 a 1991, fue en gran parte derruido y transformado en un parque de atracciones de Jean Chalopin. La sala principal, que contaba con 1.500 asientos y un foso de orquesta con capacidad para cuarenta músicos, fue suprimido. Actualmente, la Mairie de Paris está renovando la zona para convertirlo en un centro de arte digital y música moderna previsto para finales de 2009.

## Estrenos
- 1835, Le porteur des halles, de Nicolas Brazier, Frédéric de Courcy y Théophile Marion Dumersan.
- 1872, Le Roi Carotte (opéra-bouffe), de Jacques Offenbach.
- 1874, Orphée aux enfers (opéra-féerie), revisión de Jacques Offenbach.
- 1875, Genoveva de Brabante (opéra-bouffe), revisión de Jacques Offenbach.
- 1875, Le voyage dans la lune (opéra-féerie), de Jacques Offenbach.